# 에너지 효율 이더넷
에너지 효율 이더넷(영어: Energy-Efficient Ethernet)은 데이터를 적게 쓰는 시기에 소비 전력을 낮춤으로써 연선과 백플레인 이더넷 계열의 컴퓨터 네트워킹 표준을 강화하는 기술이다. 50% 이상 소비 전력을 낮추지만 기존의 장비와 완전한 호환성을 유지하는 것이 목적이다. IEEE는 최종 표준을 2010년 9월에 승인하였다. 이 표준이 승인되기 전까지는 그린 이더넷(Green Ethernet)이라는 이름을 사용했다.

## 같이 보기
- 그린 컴퓨팅